# 봉황 (동오)
봉황(鳳凰)은 중국 손오(孫吳) 말제(末帝)의 다섯 번째 연호이다. 272년에서 274년까지 3년 동안 사용하였다. 271년 서원(西苑)에서 봉황이 모여들었다는 보고가 있어 이를 계기로 272년에 개원하였다.
같은 시기에 사용된 다른 연호로는 서진(西晉)에서 사용한 태시(泰始 : 265년 ~ 274년)가 있다.

## 연대대조표
| 봉황                | 원년           | 2년        | 3년        |
| 서력                | 272년          | 273년      | 274년      |
| 육십간지 (六十干支) | 임진(壬辰)     | 계사(癸巳) | 갑오(甲午) |
| 서진 (西晉)         | 태시(泰始) 8년 | 9년        | 10년       |

## 같이 보기
- 중국의 연호

| 이전 연호 건형(建衡) | 중국의 연호 손오(孫吳) | 다음 연호 천책(天冊) |